# Etheldrite de Croyland
Etheldrite de Croyland, également appelée Etheldritha, Alfrida, Ælfrida, Ælfflæda ou Ælfthryth, est une sainte anglo-saxonne fêtée le 2 août.

## Biographie
Les hagiographies du roi Æthelberht d'Est-Anglie (mort en 794) rapportent que ce monarque est mis à mort à la cour du roi Offa de Mercie où il a été attiré sous prétexte d'épouser une des filles d'Offa nommée Ælfthryth, Ælfrida, Etheldritha ou Ælfflæda selon les textes. Horrifiée par ce crime, la princesse serait entrée dans les ordres et aurait vécu dès lors en anachorète à l'abbaye de Crowland, au cœur de la région marécageuse des Fens. Elle y serait morte vers 835, après y avoir passé quarante années. Ses reliques auraient disparu lors des invasions vikings, vers 870.
Etheldrite est mentionnée dans une charte du roi Wiglaf de Mercie datée de 833. Cette charte rapporte que le roi, chassé du pouvoir quelques années auparavant par Ecgberht du Wessex, se serait enfui jusqu'à Crowland, où il aurait trouvé refuge dans la cellule même d'Etheldrite, située du côté sud de l'église abbatiale, en face du maître autel. Une fois rétabli sur le trône, le roi accorde par cette charte des privilèges considérables à l'abbaye, ainsi que de nombreuses terres. Cette charte, préservée dans la Chronique de Croyland, est en réalité une forgerie pleine d'anachronismes produite après la conquête normande de l'Angleterre,.
La fête d'Etheldrite est célébrée le 2 août.